# Наумовская (Кировская область)
 Наумовская  — опустевшая деревня в Афанасьевском районе Кировской области в составе Ичетовкинского сельского поселения.

## География
Расположена на расстоянии примерно 19 км на северо-восток от райцентра поселка  Афанасьево.

## История
Была известна с 1891 года как починок Наумовский, в 1905 в починке (тогда Наумовский или Верх-Ужительское) дворов 5 и жителей 24, в 1926 7 и 27, в 1950 15 и 47, в 1989 году 13 жителей. Настоящее название утвердилось с 1939 года.  

## Население
Постоянное население составляло 3 человека (русские 100%) в 2002 году, 0 в 2010.